# 鴨B型肝炎病毒
鴨B型肝炎病毒（Duck hepatitis B virus，簡稱DHBV）是肝病毒科禽肝病毒屬的一種病毒，顆粒呈球體，直徑46－48奈米，核殼直徑約35奈米。此病毒可感染野生綠頭鴨、家鴨與家鵝，不會感染疣鼻棲鴨與雞，感染途徑多為垂直感染（由母鴨透過卵傳給小鴨），感染細胞為肝細胞。

## 基因組
鴨B型肝炎病毒的基因組為環狀的雙股DNA，長約3kb，包含C-ORF、S-ORF與P-ORF等彼此相互重疊的開放閱讀框，其中C-ORF編碼組成核殼的核心抗原（DHBcAg）與可釋放至細胞外的e抗原（DHBeAg）、S-ORF編碼包膜上的表面抗原（DHBsAg）、P-ORF則編碼DNA聚合酶（可以RNA或DNA為模板合成DNA，此外還具核糖核酸酶H活性），S-ORF完全位於P-ORF內部。相較之下同屬鷺B型肝炎病毒（HHBV）、細嘴雁B型肝炎病毒（RGHBV）與雪雁B型肝炎病毒（SGHBV）除此三者外，還有第四個開放閱讀框X-ORF。
鴨B型肝炎病毒的mRNA轉譯時，位於C-ORF上游的核糖體可發生核糖體分流，跳至下游P-ORF的起始密碼子並轉譯之，或者跳至C-ORF末端與P-ORF同讀序框的起始密碼子開始轉譯，產生N端具一延伸序列的"pre-P"蛋白。

## 應用
鴨B型肝炎病毒被用於許多人B型肝炎病毒的疫苗與藥物研究中，為B肝病毒研究的動物模型。